# Philip Kirui
Philip Kirui (* 11. September 1973) ist ein kenianischer Marathonläufer.
2003 gewann er bei seinem Debüt die Premiere des Nairobi-Marathons.
2005 wurde er Zweiter beim Reims-Marathon, 2006 Neunter beim Paris-Marathon, und 2007 kam er beim Hamburg-Marathon auf den 21. Platz.

## Persönliche Bestzeiten
- Halbmarathon: 1:01:33 h, 24. April 2005, Nizza
- Marathon: 2:10:45 h, 9. April 2006, Paris